# Bényei István
Bényei István (született Máriássi) (Bátka, 1835. – Budapest, 1908. január 29.) színész, a magyar színészegyesület központi igazgatója.

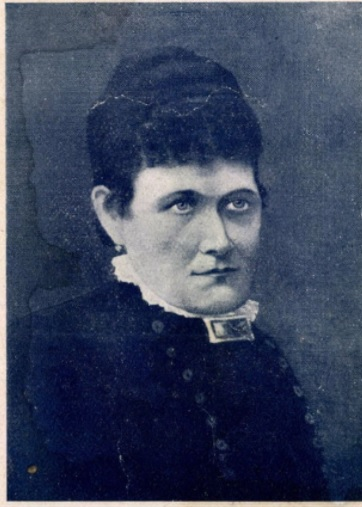
Bényei Istvánné Harmath Emma portréja Magyar színművészeti lexikon 1. 1929.

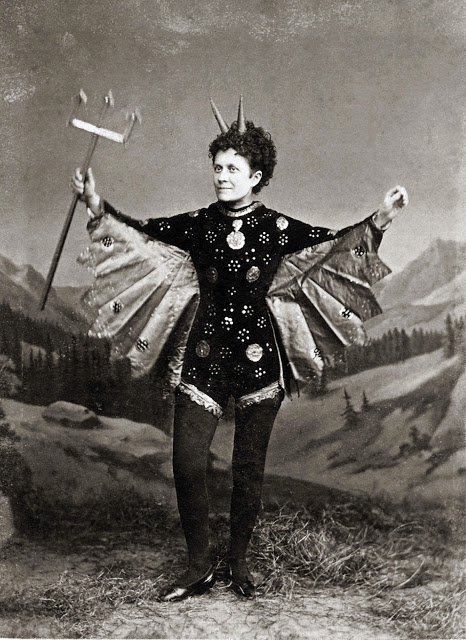
Bényeiné Harmath Emma

## Pályája
Bényei István és István Mária gyermekeként született. Iskoláit Rimaszombatban, Rozsnyón és Kassán végezte. 1859-ben Lendvay Márton rábeszélésére színész lett Baján, Molnár György társulatánál és mint vándorszínész az ország több városában működött. 1863. október 10-én Budán, az alsóvízivárosi plébánián feleségül vette Harmath Emma ismert színésznőt. 1868-ban Pestre ment és lapszerkesztéssel foglalkozott. 1874-ben ismét színész lett vidéken, és az maradt 1883. szeptember végéig. Akkor a színészek közgyűlésén a magyar színészegyesület központi irodájának igazgatójává választották.
Pályája utolsó évtizedeit a színésztársadalom szervezésére fordította. Segélyalapot létesített az egyesületi tagok számára; ösztönzésére az egylet telket nyert a fővárosától az épülő nyugdíjasház számára, pénzt gyűjtött és kezdeményezésére az egyesület telket kapott a fővárostól a nyugdíjas színészek menedékházának felépítésére, emlékoszlopot emeltetett az első magyar színigazgatónak, Kelemen Lászlónak. 1883-ban megindította a Színészek Lapját, 1890-ben pedig létrehozta a színészeti kiállítást és megrendezte a magyar színészet százéves jubileumát.
Mint vidéki vándorszínész számos színdarabot írt. Molnár György színtársulatának volt a tagja, amikor 1862-ben megírta az első magyar operettet: A szerelmes kántort. Az egyfelvonásos darabhoz Allaga Géza szerzett zenét, a vidám énekesjáték sikert aratott, ettől kezdve a Budai Népszínházban és a pesti Nemzeti Színházban egyre sűrűbben tűntek fel az eredeti magyar operettek. (Az új műfaj külföldi termékei már 1860 előtt magukra vonták a magyar színigazgatók és hírlapírók figyelmét. A pesti Nemzeti Színház 1861-ben vendégül látta Offenbach francia zeneszerzőt és társulatát, így az íróknak és színészeknek alkalmuk volt megismerkedni az operett stílusával.)
Az 1860-as és 1870-es években cikkeket írt a Magyar Ujságba és az Ellenőrbe. Eredeti szövegeket írt a Szerelmes kántor, Zeneszerű, Szakállas farkas, Fonóház és Don Quichote című operettekhez; átdolgozta A kivándorlók c. darabot, mely Aradon színre került. Írt egy Apotheosist Shakespeare háromszázados emlékére, mely a Nefelejtsben (1864) megjelent; írta továbbá Az egérfogó című népszínművet, melyet a budai Népszínház (1863) 50 arannyal jutalmazott; A szegény legény című pályaműve Kolozsvárott dicséretet nyert, előadatott ugyanott és több helyen, így Kecskeméten is Ilonka címmel 1879. november 16-án; Róbert Károly című tragédiájával pályázott a 60-as években az Akadémiánál; A legnagyobb magyar király ötfelvonásos színművét Győrött adták elő; A halálfejű hercegnő című alkalmi bohózatát 1864-ben Pécsett adták elő.
Szerkesztette a Ludas Matyi című humoros lapot 1868. június 14-től 1869. november 14-ig; a Nép Szava hetilapot 1868. június 14-től 1869. november 14-ig; a Szabad Magyarország politikai hetilapot 1869. december 15-től 1872. október 12-ig; a Szabadság mint a Nép zászlója politikai hetilapot 1872. október 26-tól 1873. november 22-ig; a Csoda Bogár élclapot 1872. október 26-tól az év végeig; Arany Trombita néplapot 1873. január 4-től november 22-ig (a Szabadság melléklapja). 1883. október 13-tól szerkesztette a Színészek Lapját.